# Vinitari
Vinitari   (333 (Gregorià) - 404 (Gregorià)) va ser, segons la Getica de Jordanes, un governant gretung ca. 376, membre de la dinastia dels Amals. Era fill del noble Valaravà, el fill de Vuldulf i respectivament nebot i net dels reis Hermenric i Aquiulf. Era pare de Vandalàri. Segons Peter Heather, probablement no hauria pertangut la dinastia, havent estat inclòs en ella com forma de reconciliar les dinasties godes en conflicte en aquella època.
Arne Søby Christensen, a la seva obra, afirma que els autors moderns l'identifiquen amb el Vitimir de la narrativa de Ammià Marcel·lí, al·legant que els noms podrien ser units per a formar Vitimir Vinitari, que voldria dir "Vitimir lluitador de wends".
Segons Jordanes, ell va governar els gretungs a la mort dHermenric, durant el període de subjugació dels gots pels huns de Balamber. Descontent amb el domini hun, Vinitari va atacar i va derrotar els antes del rei Boz, el que va incitar els huns a atacar l'any següent. Tot i aconseguir vèncer-los en dues batalles, va ser mort per una fletxa de Balamber en un tercer combat. Per acabar amb el conflicte, Balamber es va casar amb la seva neta Vadamerca. Fou succeït pel seu cosí Hunimund.